# Plus-Size-Model

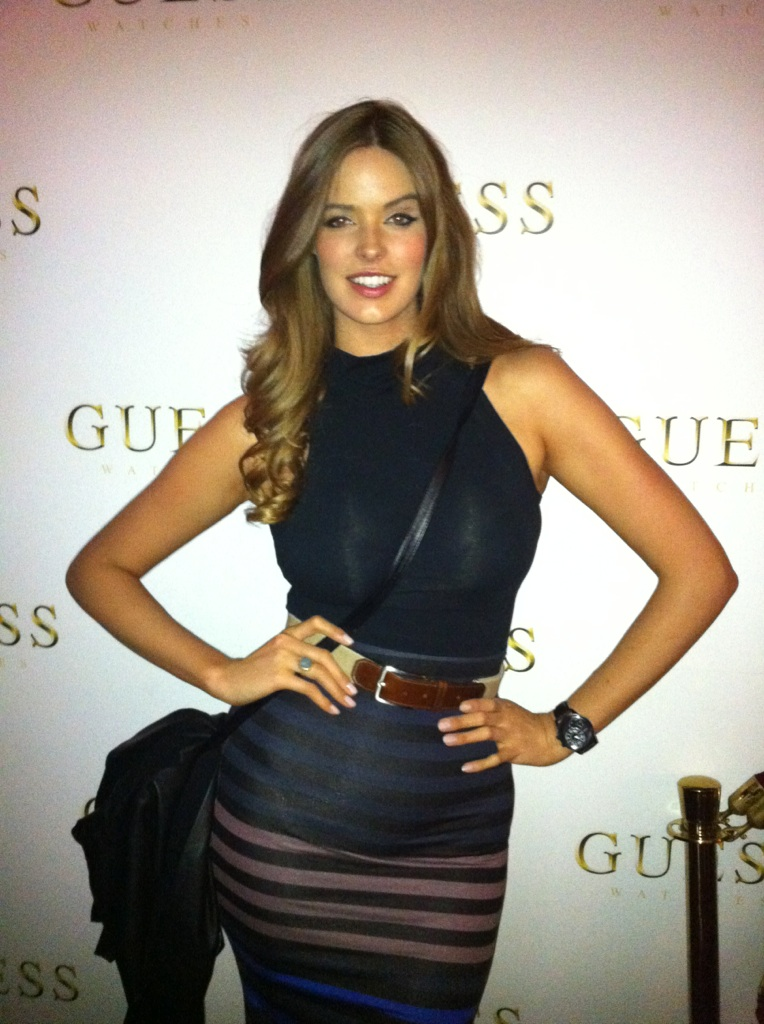
Robyn Lawley gilt als Plus-Size-Model

Plus-Size-Model oder Curvy-Model (englisch Übergrößenmodel bzw. Kurviges Model) ist die Bezeichnung für ein Model, das eine größere Konfektionsgröße als die für weibliche Models übliche 34/36 trägt, d. h. etwa ab Größe 42.
Plus-Size-Models werden insbesondere dann gebucht, wenn speziell auf die Körperform normalgewichtiger und übergewichtiger Personen zugeschnittene Mode wirkungsvoll präsentiert werden soll. Spätestens seit den 2000er-Jahren kommen sie vermehrt auch dann zum Einsatz, wenn auf dünne oder magere Models verzichtet werden soll, da sich ein Großteil der Bevölkerung nicht mit ihnen identifizieren kann.  Darüber hinaus hat sich die Rezeption einer derart schlanken Figur aufgrund einiger Skandale um Magermodels mehr und mehr zu Verbindungen mit Drogenmissbrauch und Essstörungen gewandelt, während sie zuvor seit den 1960er Jahren als jugendliches Ideal wie das britische Model Twiggy vermarktet wurden.

## Kritik
Einige Plus-Size-Models kritisieren den Zusatz PLUS als eine Form der Diskriminierung und möchten als normal wahrgenommen werden. Das australische Model Stefania Ferrario trägt Kleidergröße 40 und startete die Kampagne #DropThePlus.

## Bekannte Plus-Size-Models
- Stefania Ferrario
- Ashley Graham
- Tess Holliday
- Angelina Kirsch
- Robyn Lawley
- Christin Thomsen